# Senhor Roubado
Senhor Roubado – stacja metra w Lizbonie, na linii Amarela. Oddana została do użytku w dniu 27 marca 2004 wraz ze stacjami Odivelas, Ameixoeira, Lumiar i Quinta das Conchas w ramach rozbudowy linii do Odivelas.
Ta stacja znajduje się na Rua do Senhor Roubado, w pobliżu skrzyżowania z Rua Pedro Álvares Cabral, umożliwiając dostęp do Padrão do Senhor Roubado i dworca autobusowego, który znajduje się w tej strefie. Projekt architektoniczny jest autorstwa Manuela Bastosa oraz Pedro Crofta. Podobnie jak najnowsze stacje metra w Lizbonie, jest przystosowana do obsługi pasażerów niepełnosprawnych.